# Nagico Super50 2014/15
Der Nagico Super50 2014/15 war die 41. Austragung des nationalen List A Cricket-Wettbewerbes in den West Indies. Der Wettbewerb wurde zwischen dem 15. und 25. Januar 2015 zwischen sechs Regional-Vertretungen der West Indies und zwei weiteren Auswahlteams ausgetragen. Im Finale konnte sich Trinidad und Tobago gegen Guyana mit 135 Runs durchsetzen.

## Format
Die acht Mannschaften spielten in zwei Gruppe einmal gegen jede andere Mannschaft. Für einen Sieg gibt es vier Punkte, für ein Unentschieden oder No Result zwei und für eine Niederlage keinen Punkt. Ein Bonuspunkt wird vergeben, wenn bei einem Sieg die eigene Runzahl die des Gegners um das 1,25-fache übersteigt. Des Weiteren ist es möglich, dass Mannschaften Punkte abgezogen bekommen, wenn sie beispielsweise zu langsam spielen. Die jeweils beiden erstplatzierten einer Gruppe qualifizierten sich für das Halbfinale, deren Sieger das Finale austrugen.

## Gruppenphase

### Gruppe A
Tabelle
| Teams                          | Sp. | S | N | U | R | NR | BP | Ded | Punkte | NRR    |
| ------------------------------ | --- | - | - | - | - | -- | -- | --- | ------ | ------ |
| Guyana                         | 3   | 2 | 1 | 0 | 0 | 0  | 1  | 0   | 9      | +1.053 |
| Combined Campuses and Collages | 3   | 1 | 0 | 0 | 0 | 2  | 0  | 0   | 8      | +0.052 |
| Windward Islands               | 3   | 1 | 1 | 0 | 0 | 1  | 0  | 0   | 6      | −0.870 |
| Barbados                       | 3   | 0 | 2 | 0 | 0 | 1  | 0  | 0   | 2      | −0.700 |

### Gruppe B
Tabelle
| Teams               | Sp. | S | N | U | R | NR | BP | Ded | Punkte | NRR    |
| ------------------- | --- | - | - | - | - | -- | -- | --- | ------ | ------ |
| Trinidad und Tobago | 3   | 3 | 0 | 0 | 0 | 0  | 2  | 0   | 14     | +0.771 |
| Jamaika             | 3   | 2 | 1 | 0 | 0 | 0  | 2  | 0   | 10     | +1.028 |
| Leeward Islands     | 3   | 1 | 2 | 0 | 0 | 0  | 1  | 0   | 5      | −0.481 |
| West Indies U19     | 3   | 0 | 3 | 0 | 0 | 0  | 0  | 0   | 0      | −1.529 |

## Halbfinale
| 21. Januar Scorecard | Port of Spain | Jamaika 188-9 (50)           | – | Guyana 189-4 (48.1) |
|                      |               | Guyana gewinnt mit 6 Wickets |   |                     |

| 22. Januar Scorecard | Port of Spain | Trinidad und Tobago 159 (31.3/41)                    | – | Combined Campuses and Collages 114 (30.4/41) |
|                      |               | Trinidad und Tobago gewinnt mit 41 Runs (D/L method) |   |                                              |

## Finale
| 23. Januar Scorecard | Port of Spain | Trinidad und Tobago 200-8 (50)           | – | Guyana 65 (23.5) |
|                      |               | Trinidad und Tobago gewinnt mit 135 Runs |   |                  |